# Benoît Verhaegen
Pour les articles homonymes, voir Verhaegen.
Benoît Verhaegen, né le 8 janvier 1929, décédé le 14 octobre 2009, est un historien et politologue africaniste belge. Il a élaboré la méthode de l’histoire immédiate. Il a écrit plusieurs livres sur le Congo-Kinshasa, où il a vécu de 1958 à 1987.

## Biographie
Verhaegen est né en janvier 1929 à Merelbeke en Belgique dans une famille appartenant à la noblesse belge. Il a fait des études de Droit et d’Économie à l’université catholique de Louvain. Très marqué par le Seconde Guerre mondiale qui a coûté la vie à son père Jean, décédé dans un camp de concentration nazi, et à son frère aîné Freddy, volontaire tué au combat en septembre 1944, il s'engage lors de la Guerre de Corée en 1950. Il devient sous-lieutenant et sera blessé deux fois. Il présente son mémoire de licence en 1955, intitulé « Le chômage structurel en Flandre ». En 1961, il obtient un doctorat en Économie avec sa thèse « Contribution à l’histoire économique des Flandres ».
Il arrive au Congo belge en 1958, où il est professeur de sociologie et de science politique à l’université Lovanium (aujourd’hui université de Kinshasa), et chercheur à l’Institut de recherches économiques et sociales (IRES) — l’équivalent du Centre de recherche et d’information socio-politique (CRISP) en Belgique ou de l’Institut d’études politiques de Paris (INEP), avec qui il publiera plusieurs ouvrages.
Après l’indépendance du Congo, il est désigné comme chef de cabinet d’Aloïs Kabangi, ministre de la Coordination économique et du Plan du gouvernement Lumumba.
Avec plusieurs collègues du Centre d’études politiques (CEP) de l’université Lovanium, il élabore la méthode de l’histoire immédiate.
En 1972, il s’installe à Kisangani et enseigne à l’université nationale du Zaïre (UNAZA) nouvellement créée. Il crée le Centre de recherches interdisciplinaires pour le développement de l’éducation (CRIDE) Il a été aussi le premier doyen de la faculté de Science Sociales Politiques et Administrative de l'Université de Kisangani.
En juillet 1987, il quitte le Congo pour rejoindre le Centre d’études et de documentations africaines (CEDAF) à Bruxelles. Il continue à travailler sur plusieurs sujets du Congo dont notamment les biographies de Patrice Lumumba et Pierre Lumumba.
En 1990, il prend sa retraite dans le sud de la France, à Montréal-les-Sources. Il meurt le 14 octobre 2009.

## Publications
- Série Congo (1959 à 1967)
- Benoît Verhaegen, Rébellions au Congo (2 tomes), CRISP, Bruxelles, 1966 et 1969.
- Benoît Verhaegen, Introduction à l’histoire immédiate, Duculot, Gembloux, 1974.
- Benoît Verhaegen, Kisangani 1876-1976 : Histoire d’une ville. Presses Universitaires du Zaïre, Kinshasa, 1977.
- Benoît Verhaegen, L’enseignement universitaire au Zaïre, de Lovanium à l’UNAZA 1958-1978, L’Harmattan, Paris, 1978.
- Benoît Verhaegen, La vie quotidienne à Kisangani en 1980, Les Cahiers du CRIDE, no  48-49, 1980.
- Benoît Verhaegen, L’association des évolués de Stanleyville et les débuts politiques de P. Lumumba (1944-1958), Les Cahiers du CEDAF, no 2, 1983.
- Jean Tshonda Omasombo, Benoît Verhaegen, Patrice Lumumba, jeunesse et apprentissage politique 1925-1956, Paris, L’Hamattan, Cahiers africains, no  33-34, 1998.
- Benoît Verhaegen, L'Abako et l'indépendance du Congo Belge Editions L'Harmattan 2003
- Jean Tshonda Omasombo, Benoît Verhaegen, Patrice Lumumba, acteur politique. De la prison aux portes du pouvoir, juillet 1956-février 1960, Paris, L'Harmattan, Cahiers africains, no  68-70, 2005.
- Colette Braeckman, Jules Gérard-Libois, Jean Kestergat, Jacques Vanderlinden, Benoît Verhaegen, Jean-Claude Willame, Congo 1960 : Échec d'une décolonisation, Bruxelles, Belgique, André Versaille éditeur, 2010, 156 p. (ISBN 978-2-87495-078-0)